# Sloanea pacuritana
Sloanea pacuritana är en tvåhjärtbladig växtart som beskrevs av Pal.-duque. Sloanea pacuritana ingår i släktet Sloanea och familjen Elaeocarpaceae. Inga underarter finns listade i Catalogue of Life.